# قله آدام
قله آدام (انگلیسی: Adam's Peak) یک کوه بزرگ مخروطی با ابعاد ۲۴۴۳ متر (۷٬۳۵۹ فوت) واقع در مرکز سریلانکا است. این کوه به عنوان «سقراط مقدس» شناخته شده‌است، یک صخره ۱٫۸ متر (۵ فوت ۱۱ اینچ) در نزدیکی قله وجود دارد، که در سنت بودایی به عنوان پایه بودا، در سنت هندو به عنوان شیوا و در سنت اسلامی به‌عنوان آدم یا توماس مقدس شناخته می‌شود.
بر پایه داستان‌های پیامبران، آدم پس از رانده‌شدن از بهشت بر این کوه فرود آمد.

## جغرافیا
کوه در نواحی جنوبی ارتفاعات مرکزی در ناحیه راتناپورا و ناحیه نووارا الییا، استان ساباراگامووا و استان مرکزی (سری‌لانکا) قرار دارد که در حدود ۴۰ کیلومتری شمال شرق شهر راتناپورا و ۳۲ کیلومتری جنوب غربی شهر هاتون واقع شده‌است. منطقه اطراف آن عمدتاً تپه‌های جنگلی است و هیچ کوه قابل مقایسه ای بلحاظ اندازه در نزدیکی آن وجود ندارد. در امتداد کوه یک منطقه ذخایر حیات وحش است و محل بسیاری از گونه‌ها از فیل‌ها تا پلنگ‌ها در آن وجود دارد.
قله آدام به عنوان آبشار مهم هم شناخته می‌شود. مناطق جنوب و شرق قله آدام، دارای سنگ‌های قیمتی مانند زمرد و یاقوت کبود است که جزیره بخاطر آن مشهور است و این شهرت را از اسم باستانی راتناپ ویپا به دست آورده‌است.

## مسیرهای صعود
دسترسی به کوه از ۶ مسیر پیاده امکان‌پذیر است راتناپورا-پالابادالا، هاتون-نالاتانی، کوروویتا-اراتان، مورای واته، موکوواته و مالیمبودا مسیرهای نالاتانی و پالابادالا، بیشتر مورد علاقه کسانی است از کوه بالا می‌روند، در حالی که دنباله کوروویتا-اراتنا کمتر استفاده می‌شود؛ این مسیرها با اتوبوس به شهرهای بزرگ اصلی یا شهرهای کوچک مرتبط هستند، که مورد استفاده عموم است. مسیرهای مورای واته، موکوواته و مالیمبودا به سختی مورد استفاده قرار می‌گیرند، اما با جاده میانی پالابادالا در حین صعود تقاطع می‌کنند. مسیر معمولی که توسط بسیاری از زائران گرفته شده، بالا رفتن از طریق هاتون و پایین آمدن از طریق راتناپورا است؛ اگر چه دنباله هاتون دارای سراشیبی تندی است، اما حدود ۵ کیلومتر کوتاه‌تر از هر یک از مسیرهای دیگر است.
هنگامی که به شروع یکی از برآمدگی‌های پالابادالا، نالاتانی یا اراتنا می‌رسیم بقیه صعود با پای پیاده از میان جنگلهای کوهپایه مسیرهایی که در آن ساخته شده انجام می‌شود. بخش عمده ای از مسیر که از پایه به قله می‌رود شامل هزاران گام ساخته شده در سیمان یا سنگ‌های خشن است. مسیرها با نور الکتریکی روشن می‌شوند و صعود شبانه را حتی زمانی که با کودکان همراه باشند، ممکن و امن می‌سازد. توقفگاه برای استراحت و مغازه‌های نوشیدنی و تدارکات در امتداد مسیرها تأمین می‌کنند.
در حالی که بسیاری از آثار باستانی در کوه وجود دارد، یک بنای مهم صلح در نیمه راه وجود دارد، که در سال ۱۹۷۸ توسط نپونزن میوهجیا ساخته شده‌است.